# Kleine Scheidegg (Film)
Kleine Scheidegg ist ein Schweizer Bergfilmmelodram aus dem Jahre 1937 des bekannten Drehbuchautors Richard Schweizer, der hier überdies als Regisseur und Produzent auftrat.

## Handlung
Ulla Matthei und ihr Mann sind in luftiger Höhe (2061 Meter) im Hotel Bellevue auf der Kleinen Scheidegg, der Passhöhe zwischen Eiger und Lauberhorn, abgestiegen. Das Paar plagt schwere Eheprobleme und hat daher getrennte Zimmer gebucht. Fernab des Grossstadtgetöses und Ullas Liebhabers, eines Mailänders, hofft Dr. Matthei die Ehe mit seiner Gattin retten zu können. Doch seiner Frau scheint weit weniger daran zu liegen und sie sendet ihrem Lover, ganz entgegen der mit ihrem Gatten getroffenen Abmachung, ein Telegramm. Der meldet sich daraufhin augenblicklich telefonisch, doch bekommt am anderen Ende der Leitung nicht seine Geliebte, sondern den erzürnten Gatten zu fassen. Wütend verlässt dieser das Hotel und versucht sich, auf der Skipiste abzureagieren und auf andere Gedanken zu kommen. Ulla ahnt nicht, dass ihr Mann und ihr Liebhaber sich telefonisch ausgesprochen haben und ist darüber sehr erbost. Ausgerechnet sie, die Ehebrecherin, macht ihrem Mann eine handfeste Szene und beschliesst, ihn am folgenden Morgen endgültig zu verlassen.
Ulla packt gerade ihre Koffer, da wird ihr mitgeteilt, dass Dr. Matthei allein aufgebrochen sei, um den Mönch zu besteigen. Ein Wetterumschwung kündigt sich an, und die Situation für Bergsteiger wird derart bedrohlich, dass sich der Bergführer Toni aufmacht, Dr. Matthei einzuholen und wieder auf die Passhöhe zurückzuholen. Währenddessen beobachtet Ulla voll Sorge um ihren Mann mit dem Fernrohr das Geschehen. Mit letzter Kraft können sich Matthei und der Bergführer bis zum Jungfraujoch durchschlagen. In diesem Moment ist der italienische Liebhaber vergessen, und Ulla kommt ihrem Ehemann mit dem Bähnli entgegen. Als Dr. Matthei davon erfährt, setzt er seine Wanderung über den Aletschgletscher fort, bis er eine Hütte erreicht, so sich die beiden Eheleute in die Arme schliessen.

## Produktionsnotizen
Die Dreharbeiten zu Kleine Scheidegg zogen sich von Januar bis Juli 1937 hin. Die Innenaufnahmen entstanden im Tonfilmatelier in Münchenstein bei Basel, die Aussenaufnahmen wurden in der Bergwelt rund um Kleine Scheidegg, Mönch, Jungfraujoch, in der Hütte des „Concordia“-Clubs sowie am Aletschgletscher angefertigt. Die Uraufführung erfolgte am 24. September 1937 im Berner Bubenberg-Kino. Einen Tag später lief der Film auch in Zürich an. Während Kleine Scheidegg in Deutschland nicht aufgeführt wurde, konnte man den Film in Österreich kurz vor dem Anschluss im März 1938 unter dem Titel Im Banne der Jungfrau sehen.
Der Film war der zaghafte Versuch Schweizers, in die überdimensionalen Fussstapfen Arnold Fancks zu treten und ein Bergfilmdrama zu inszenieren. Dafür sicherte er sich die Mitarbeit von Fancks versiertem Kameramann Richard Angst, wie Schweizer ein Schweizer. Kurz zuvor hatte sich der ursprünglich bestallte Kameramann Emil Berna nach nur wenigen Drehtagen ein Bein gebrochen und musste ersetzt werden. Trotz dieser geballten Bildkompetenz wurde der Streifen über die Schweizer Landesgrenzen hinaus kaum wahrgenommen.

## Kritiken
„Die Praesens-Belegschaft der Kriegsjahre hat sich hier schon grösstenteils gefunden: Berna, Blum, Haller, Biberti, Hegetschweiler sowie Richard Schweizers Bruder Armin, ein bemerkenswerter Charakterdarsteller mit gutem Namen in Berliner Theater- wie Filmkreisen. Trotz alledem – keine Neuerung im Sujet, Regieneuling Schweizer wiederkäut die Gemeinplätze von der versöhnenden Kraft der Bergwelt, deren leuchtende Zinnen die (Städter-)Seele heilen und das Wesen sich wandeln lassen. (…) In den Bildern hält sich der Film stark an die deutsche Tradition nach Arnold Fanck mit ihrem geschmäcklerischen Umgang mit dem Licht.“